# Otterbach bei Oberdiessbach

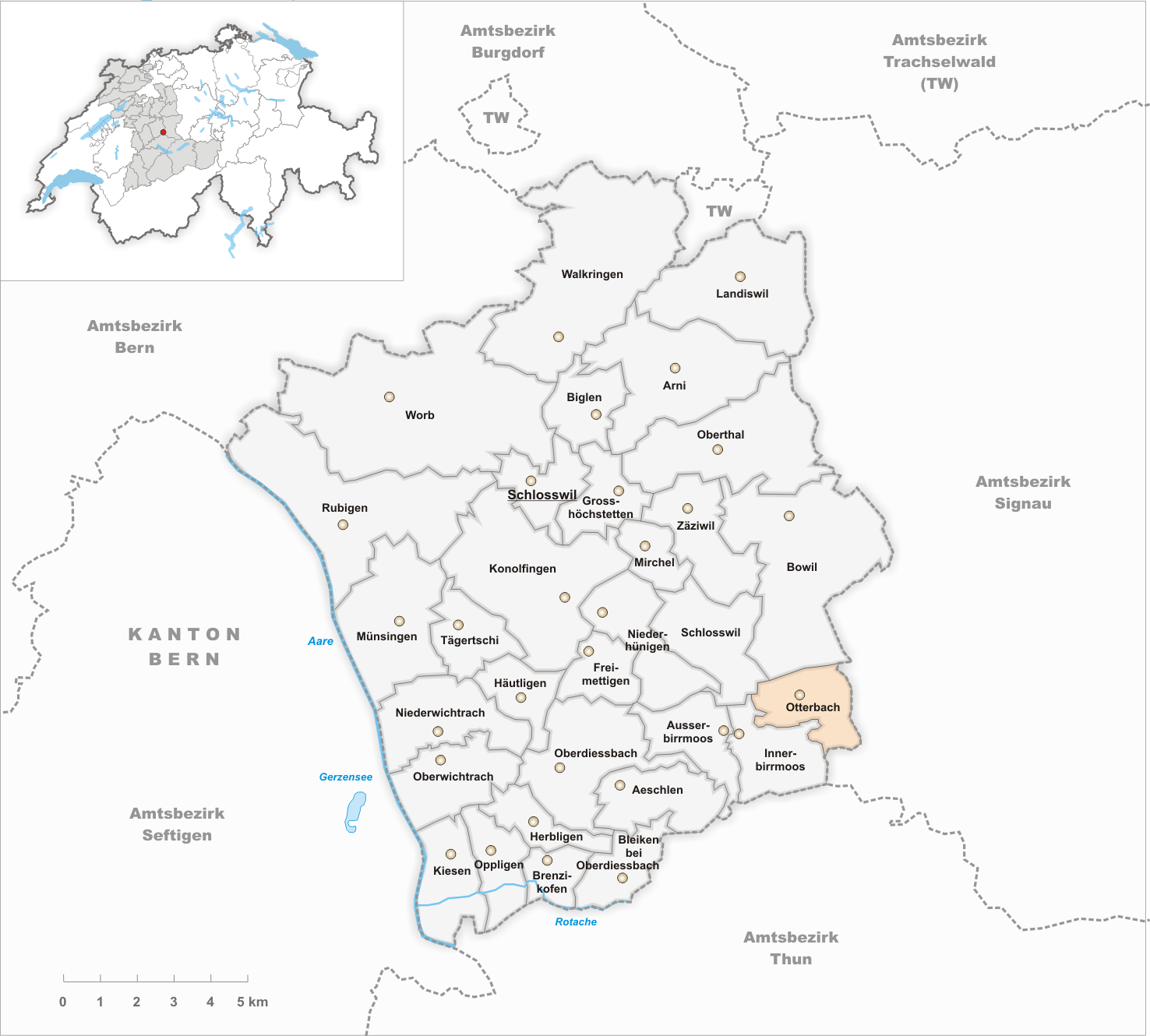
Gemeindestand vor der Fusion am 1. Januar 1946

Otterbach bei Oberdiessbach ist eine Ortschaft in der Gemeinde Linden im Schweizer Kanton Bern. Am 1. Januar 1946 wurde die vormals selbständige Gemeinde mit Innerbirrmoos und Ausserbirrmoos zur neuen Gemeinde Linden fusioniert.

## Geschichte

Luftbild (1954)

Otterbach wurde schon 1236 als Ottirbach erwähnt.
Die Gemeinde gehörte ab 1399 oder später zum bernischen Amt Röthenbach, ab 1529 niedergerichtlich zur Landvogtei Signau, hochgerichtlich zum Landgericht Konolfingen, ab 1798 zum Distrikt Steffisburg, ab 1803 zum Oberamt Konolfingen und kirchlich zu Oberdiessbach, ab 1839 zur Helferei und ab 1860 zur Kirchgemeinde Kurzenberg. Die Gemeinde und Bauernsame von Otterbach war mindestens ab 1498 als Gütergemeinschaft organisiert, erhielt 1598 Allmend und Wald von Schloss Signau zu Lehen. Als erste Gemeinde am Kurzenberg teilte Otterbach 1645 wegen Übernutzung ihre kommunal beweidete Allmend auf die Höfe auf. 1834 konstituierte sich Otterbach als Einwohnergemeinde, bis es sich 1945 als kleinste und ärmste Gemeinde am Kurzenberg mit Ausserbirrmoos und Innerbirrmoos zur Gemeinde Linden vereinte.
1764 hatte Otterbach 168 Einwohner. 1850 waren es 346, 1900 303 und 1941 310 Einwohner.